# Tabliczka z Cortony

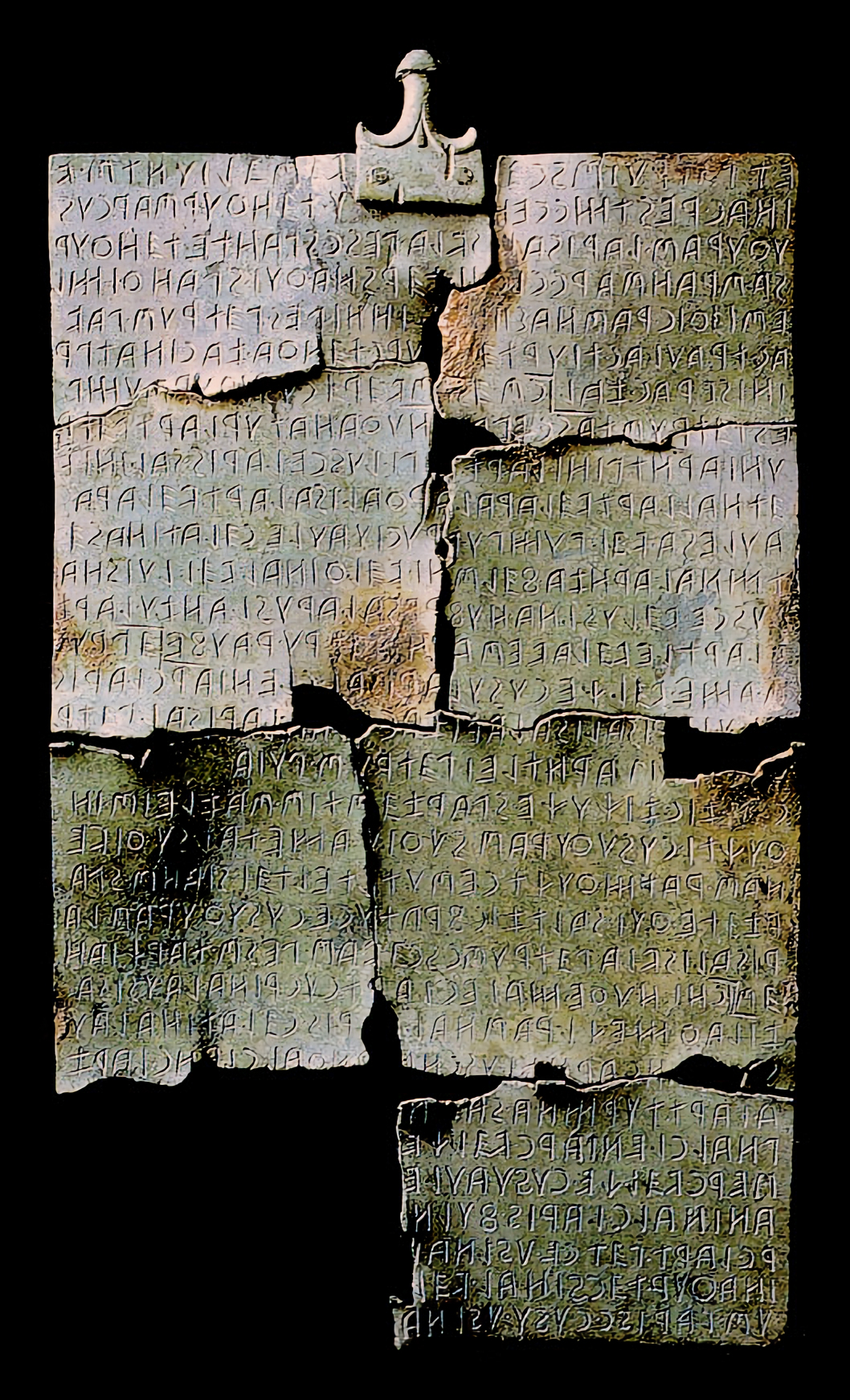
Tabula Cortonensis

Tabliczka z Cortony (łac. Tabula Cortonensis) – pochodząca z ok. 200 r. p.n.e., inskrypcja w języku etruskim, odnaleziona w 1992 roku w toskańskiej Cortonie (etr. Curtun). Jest trzecią pod względem długości spośród dotychczas odnalezionych i zarazem najdłuższą odkrytą w XX wieku inskrypcją etruską. Odlana w brązie, zawiera 32 linijki tekstu. Jej wymiary wynoszą: 50 cm długości, 30 cm szerokości i ok. 2–3 mm grubości. Choć odkryto ją w 1992, opublikowano dopiero w 1999. Podejrzewa się, że została wykonana na początku II w. p.n.e. i była częścią archiwum notarialnego. Później została złamana na 8 kawałków (zapewne, by ją przetopić), ale znaleziono tylko 7. Strata jednej części nie wydaje się ważna, ponieważ była najniżej położona i jak się sądzi zawierała tylko imiona osób.

## Interpretacja
Tabliczka, ma być aktem notarialnym, dotyczącym podziału spadku (bądź sprzedaży) nieruchomości (winnicy, domu bądź posiadłości), mieszczącej się w pobliżu Jeziora Trazymeńskiego, na wschód od Cortony (obecnie zachodnia Umbria). Tekst, zawiera 34 znane słowa oraz taką samą liczbę wcześniej nie spotkanych. Co więcej – zawiera nowy znak alfabetu, oznaczający literę ‘e’. Można z tego wnioskować, że – przynajmniej, w cortońskim dialekcie języka etruskiego – dźwięk, odpowiadający literze ‘e’ miał dwie różne wartości.

## Treść inskrypcji
01: et . petruiš . sce[...]veš . eliuntš . v
02: inac . restmc . cen[...]u . tenθur . šar . cus
03: uθuraš . larisalisula . pesc . spante . tenθur .
04: sa šran . šarc . clθii . tersna . θui . spanθi . ml
05: ešieθic . rašnas IIIC inni . pes . petruš . pav
06: ac . traulac . tiur . ten[θ]urs . tenθa[š] . zacinat . pr
07: iniserac . zal \\ cš . esiš vere cusuθuršum . p
08: es[s] . petrušta . scev[aš] \\ nuθanatur . lart petr
09: uni . arnt . pini . lart . [v]ipi . lusce . laris . salini .v
10: etnal . lart . velara . larθalisa . lart velara
11: aulesa . vel . pumpu . pruciu . aule celatina . se
12: tmnal . arnza . felšni . velθinal . vel . luisna
13: lusce . vel uslna . nufresa . laru . slanzu . larz
14: a lartle vel aveš arnt . petru . raufe \\ epru
15: š . ame . velχe . cusu larisal . cleniarc . laris
16: [c]usu . l[a]risalisa larizac clan . larisal . petr
17: u . sce[va]š arntlei . petruš . puia
18: cen . zic . ziχuχe . sparzeštiš šazleiš in
19: θuχti . cusuθuraš . suθiu . ame . tal suθive
20: naš . ratm . θuχt . cešu . tl teltei . sianš . spa
21: rzete . θui . saltzic . fratuce . cusuθuraš . la
22: risalisula . petrušc . scevaš . pesš . tarχian
23: eš \\ cnl . nuθe . malec . lart . cucrina . lausisa .
24: zilaθ meχl . rašnal [la]ris . celatina lau
25: sa [cla]nc . arnt luscni [a]rnθal . clanc . larz
26: a . lart . turmna . salin[ial . larθ celatina . a]
27: pnal . cleniarc . velχe[š][...][papal]
28: šerc . velχe . cusu . aule[sa][...]
29: aninalc . laris . fuln[...][clenia]
30: rc . lart . petce . uslnal[...][cucr]
31: inaθur . tecsinal . vel[...]
32: uš . larisc . cus . uslna[l][...]